# Prljavo kazalište
Prljavo kazalište je chorvatská rocková skupina, která vznikla roku 1977 v Záhřebu.

## Současní členové
- Mladen Bodalec
- Jasenko Houra
- Nino Hrastek
- Tihomir Fileš
- Damir Lipošek Kex
- Jurica Leikauff

## Bývalí členové
- Davorin Bogović
- Zoran Cvetković
- Zlatko Bebek
- Fedor Boić
- Mario Zidar

## Alba
- Prljavo kazalište (1979)
  - Strana A:
    - "Ja sam mladić u najboljim godinama" (1:55)
    - "Bit će bolje" (1:35)
    - "U mojoj općini problema nema" (2:28)
    - "Neki dječaci (Some Boys)" (4:43)
    - "Veze i poznanstva" (3:06)
    - "Noć" (2:06)

  - Strana B:
    - "Čovjek za sutra" (1:44)
    - "Subotom uveče" (3:47)
    - "Šta je to u ljudskom biću što ga vodi ka piću" (2:44)
    - "Sretno dijete" (2:04)
    - "Na posljednjoj tramvajskoj stanici" (4:35)
- Crno bijeli svijet (1980)
- Heroj ulice (1980)
- Korak do sna (1983)
- Zlatne godine (1985)
- Zaustavite zemlju (1988)
- Devedeseta (1990)
- Lupi petama... (1993) - stejnojmenná píseň a klip se staly symbolem války v Jugoslávii.
- S vremena na vrijeme (1996)
- Dani ponosa i slave (1998)
- Radio Dubrava (2003)
- Moj dom je Hrvatska (2005)
- Tajno ime (2008)
- Možda dogodine (2012)